# Dark Genesis
Dark Genesis è il primo box set del gruppo musicale power metal statunitense Iced Earth, edito sul finire del 2001 da Century Media Records.

## Il disco
La raccolta include le prime quattro pubblicazioni della band (compreso il demo) e un album di cover. Il cofanetto è in edizione deluxe slipcase, contenente due CD posti dietro ad ogni copertina (fronte e retro) ed un altro all'interno, dopo l'ultima pagina del libretto. Il libretto riporta la biografia del gruppo, le foto di vari periodi, i testi dei primi quattro album ed una pagina di note scritte da Jon Schaffer relativamente alla pubblicazione di Tribute to the Gods.
I dischi sono singolarmente estraibili e completamente visibili per mostrare la grafica stampata sul lato superiore.

## Contenuto
- Enter the Realm (demo)
- Iced Earth
- Night of the Stormrider
- Burnt Offerings
- Tribute to the Gods